# Carl von Ghega
Carl von Ghega Lovaggá ütését követően Carl Ritter von Ghega.(született Carlo Ghega, Velence, 1802. január 10. – Bécs, 1860. március 14.) osztrák mérnök. Legismertebb munkája a semmeringi vasút tervezése és építése. 

## Élete, munkássága

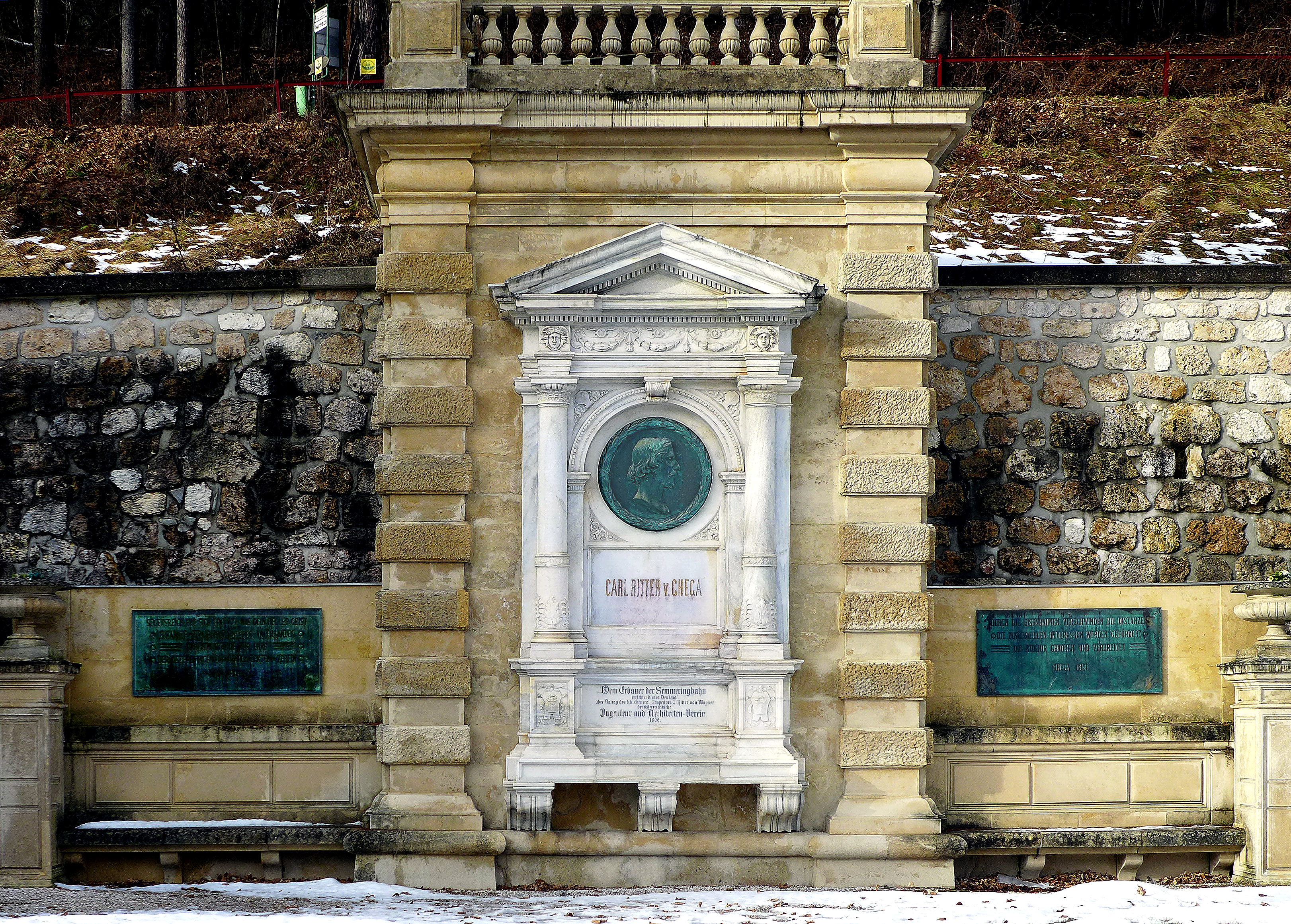
Karl Richter von Ghega emlékműve Semmeringen

Ghega albán származású szülők gyermekeként született Velencében. Apja a haditengerészethez iskolázta be, azonban az ifjú Ghegát a tengernél a matematika jobban érdekelte. A császári katonai főiskola után, 15 évesen a padovai egyetemen folytatta tanulmányait, ahol egy évvel később mérnöki képesítést kapott, 17 évesen pedig matematikából doktorált.
Mérnöki pályája kezdetén Tirolban és a Lombard–Velencei Királyságban (a mai Olaszország Dél-Tirol és Veneto régióiban) végzett út- és vízépítési munkákat. Részt vett a Trevisót a Puster-völggyel összekötő országút (a mai olaszországi 51-es főút, a Strada Statale 51 di Alemagna) San Vendemianótól (Conegliano mellől) induló, és Anpezón át Toblachig vezető hegyvidéki szakaszának megépítésben.
1836-tól Angliába és más európai országokba indult a vasúti közlekedés és a vasútépítés tanulmányozására, majd később, 1840-ig a Brünnt Lundenburggal (ma: Břeclav) összekötő Ferdinánd császár-északi vasút (németül Kaiser-Ferdinands-Nordbahn) építésének vezetője volt.
Az osztrák kormány 1842-ben a Császári és Királyi Déli Államvasút (németül: k. k. priv. Südliche Staatsbahn) hegyvidéki szakaszának tervezésével és építésével bízta meg. A munka megkezdése előtt, annak kiemelt jellege miatt, az Amerikai Egyesült Államokba utazott tanulmányútra. Amerikából visszatérve a tapasztalatait nemcsak a tervezői és a kivitelezői munkája során hasznosította, hanem azokról két szakkönyvet is megjelentetett.
A kortárs mérnökök a semmeringi térség vasúti átkelését megvalósíthatatlannak vélték. Ghega 1844-re készítette el nyomvonalterveit, amelyen a vonatok adhéziós vontatással képesek közlekedni. A munkát komplex feladatnak tekintette, már a vasútépítési munkák megkezdése előtt kezdeményezte az olyan gőzmozdonyok kifejlesztését, amelyek képesek leküzdeni az addig egyedülállóan nagy emelkedési viszonyokat. A Gloggnitztól Mürzzuschlagig tartó semmeringi vasút kivitelezési munkája 1848-tól 1854-ig tartott.
Érdemeinek elismerésére, még a semmeringi vasútvonal átadása előtt, 1851-ben lovaggá ütötték, nevét ezután Carl Ritter von Ghega formában írta.
Az 1850-es évek közepén szerte a Habsburg Birodalomban több vasúttervezési és építési munkát vállalt, majd az erdélyi vasúthálózat kiépítésével bízták meg, ennek befejezését azonban már nem érhette meg. 1860-ban Bécsben elhunyt, tuberkulózis következtében.

## Fordítás
- Ez a szócikk részben vagy egészben  a   Carl von Ghega című német Wikipédia-szócikk fordításán alapul.  Az eredeti cikk szerkesztőit annak laptörténete sorolja fel. Ez a jelzés csupán a megfogalmazás eredetét és a szerzői jogokat jelzi, nem szolgál a cikkben szereplő információk forrásmegjelöléseként.